# Гірськолижний спорт

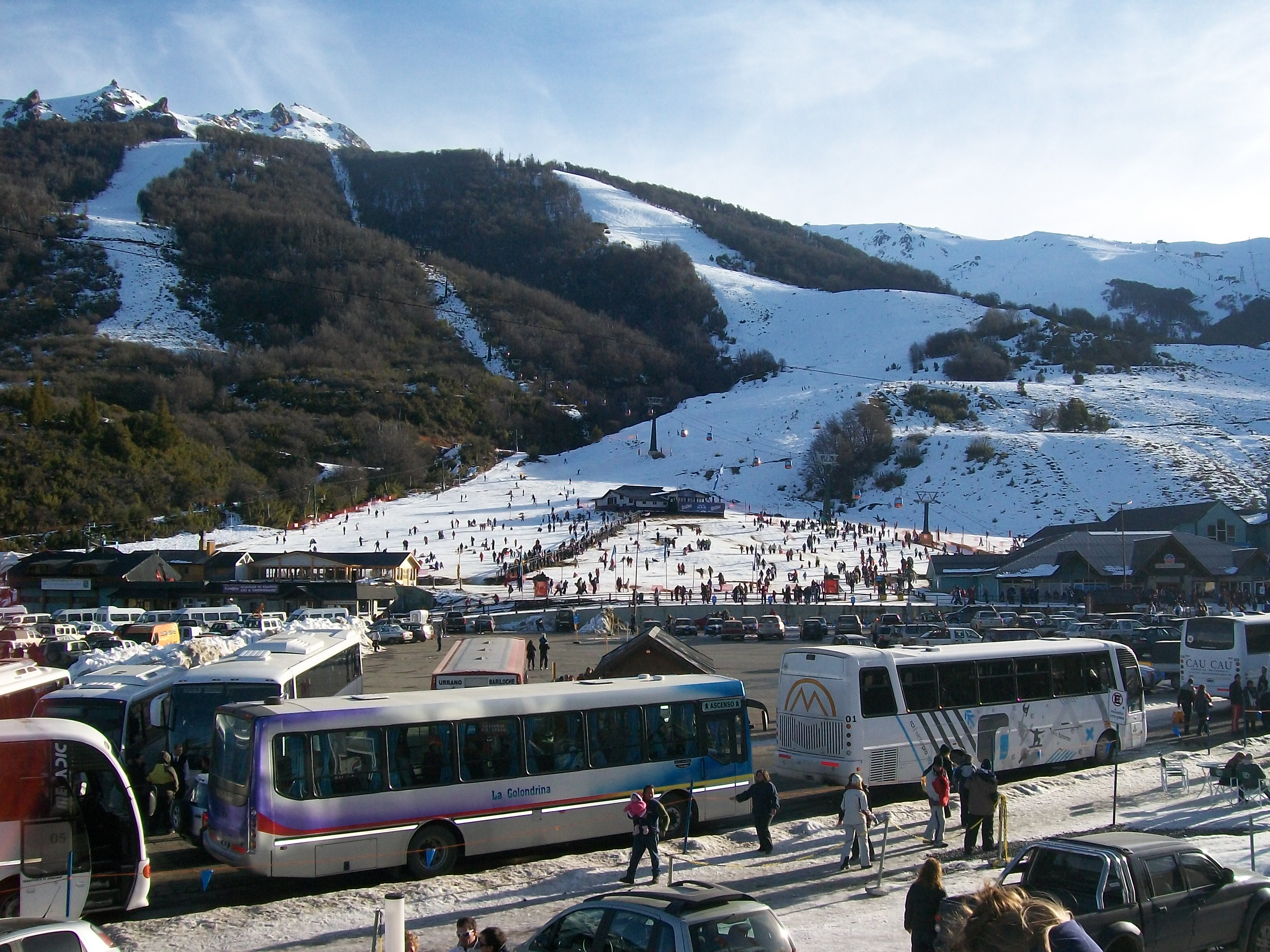
Гірськолижні треки в Барілоче (Аргентина)

Гірськолижний спорт — загальна назва для кількох зимових спортивних дисциплін, у яких спортсмени змагаються за найшвидший спуск із гори на лижах спеціально підготовленою трасою. Гірськолижний спорт користується великою популярністю як вид активного відпочинку.
На відміну від лижних перегонів у гірськолижному спорті використовуються кріплення з фіксованою п'яткою.

## Дисципліни
Гірськолижний спорт включає в себе змагання із спеціального слалому, гігантського слалому, супергігантського слалому, гірськолижної комбінації та швидкісного спуску, які належать до швидкісних дисциплін. Інша група дисциплін об'єднана під загальною назвою фрістайл. В цих дисциплінах важлива не тільки швидкість, а й суддівська оцінка якості виконання.
Найшвидша з гірськолижних дисциплін — швидкісний спуск, де спортмени можуть розвивати швидкість понад 100 км/год. Найтехнічніша — слалом, в якому лижник повинен виконати велике число поворотів, щоб пройти через ворота, відзначені прапорцями.

## Популярність у світі
Гірськолижний спорт популярний усюди у світі, де є гори, сніг і відповідна інфраструктура. Здебільшого змагання проводяться на гірськолижних курортах, які є водночас місцями масового активного відпочинку. Спуск на лижах з гори набрав популярності з винаходом та розвитком підіймачів.

## Гірськолижний спорт на Олімпійських іграх
Гірськолижний спорт є олімпійським видом спорту.

До програми Олімпійських ігор гірськолижний спорт входить, починаючи з Олімпіади 1936. Першою дисципліною була гірськолижна комбінація. На Олімпіаді 2010 у Ванкувері розігруються 10 комплектів нагород — по п'ять серед чоловіків та жінок.

## Інтернет-ресурси
- Alpine Canada Alpin – Alpine Canada Alpin, National Governing Body for Ski Racing within Canada
- U.S. Ski and Snowboard Association – The National Governing Body for Ski Racing
- U.S. Ski Team – Bio information and stories on U.S. elite athletes
- Retro Ski – ski history
- Alpine Ski Database
- Colorado Ski Museum

1. ↑  Fiore D. C. Injuries associated with whitewater rafting and kayaking // Wilderness and Environmental Medicine — Elsevier, 2003. — Vol. 14, Iss. 4. — P. 255–260. — ISSN 1080-6032; 1545-1534; 0953-9859 — [255:IAWWRA2.0.CO;2 doi:10.1580/1080-6032(2003)14[255:IAWWRA]2.0.CO;2]